# نادي يجيكا لكرة السلة
نادي يجيكا لكرة السلة هو فريق كرة سلة سلوفيني للسيدات تأسس في سنة 1962 يقع مقره في ليوبليانا. ينافس في الدوري السلوفيني لكرة السلة للسيدات.

## الإنجازات
- الدوري السلوفيني لكرة السلة للسيدات
  - 1992، 1993، 1994، 1995، 1996، 1997، 1998، 1999، 2001، 2002
- كأس سلوفينيا لكرة السلة للسيدات
  - 1992، 1993، 1994، 1995، 1996، 1997، 1998، 1999، 2000، 2001، 2002
- كأس يوغوسلافيا لكرة السلة للسيدات
  - 1989

## وصلات خارجية
- الموقع الرسمي